# 6,5×55mm

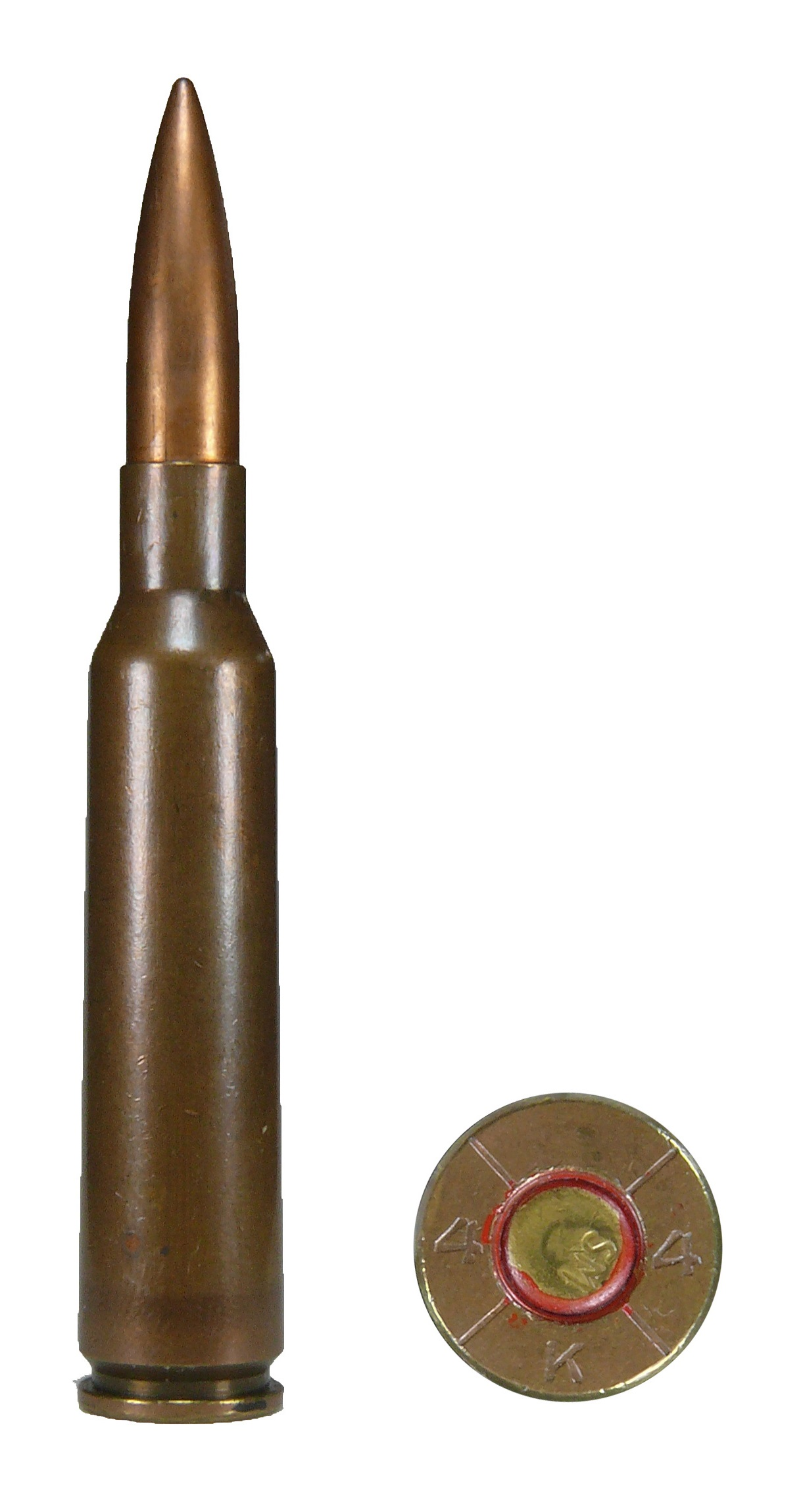
Um cartucho "6,5×55mm Sueco".

O cartucho 6,5×55mm (também conhecido como 6,5×55mm Sueco), é um cartucho de fogo central, para rifle sem aro em forma de "garrafa", de pólvora sem fumaça de primeira geração. Foi introduzido na década de 1890 e ainda é um dos cartuchos mais comuns em rifles modernos fabricados para o mercado escandinavo hoje. 

## Histórico
O 6,5×55mm foi desenvolvido em um esforço conjunto norueguês e sueco começando em 1891 para uso nos novos fuzis de serviço então sob consideração pelos Reinos Unidos da Suécia e Noruega. Em 1893, o cartucho foi padronizado e adotado com o nome de 6,5×55mm para facilitar a cooperação logística entre Noruega e Suécia. As duas nações tinham exércitos independentes e, consequentemente, o procedimento normal na época era que seus respectivos governos usassem a mesma munição e comprassem as armas pequenas de sua escolha. A Noruega adotou o rifle Krag–Jørgensen M/1894, enquanto a Suécia adotou o design do rifle Mauser M/1896, baseado em um rifle de serviço Mauser projetado em torno do cartucho 7x57mm Mauser.

## Características
O cartucho 6,5×55mm tem um diâmetro de bala menor e recuo menor do que outros cartuchos de rifle de serviço de potência total, como o 8×57mm desenvolvido posteriormente, o .30-06 Springfield e o 7,62×51mm NATO. Graças em parte ao seu estojo relativamente espaçoso, que foi projetada para carregar balas longas e pesadas de 6,7 mm e uma face do ferrolho (base) de 12,2 mm (0,480 pol.) de diâmetro, ele provou ser mais bem-sucedido do que outros cartuchos militares de pólvora sem fumaça com balas de calibre semelhante, como o 6mm Lee Navy, o 6,5×54mm Mannlicher–Schönauer, o 6,5×53mmR Dutch Mannlicher, o 6,5×52mm Carcano e o 6,5×50mmSR Arisaka.
Embora o nome do cartucho original e coloquial seja 6,5×55mm, existem algumas variações nos calibres. Além da especificação original da década de 1890, também existem três variações modernas de pressão de munição e dimensão da câmara.
- 6,5×55 SE é a designação da C.I.P. europeia com "SE" sendo o código de país ISO de duas letras para Suécia.[2]
- 6,5×55 Sueco é a designação da SAAMI americana (a abreviatura oficial SAAMI é 6,5×55).[3][4]
- 6,5 × 55 SKAN é a designação usada pelas associações de tiro escandinavas DFS, DGI e SvSF.[5]

Outros nomes comuns, mas não oficiais, para este cartucho incluem 6,5×55mm Mauser Sueco e, menos comumente, 6,5×55mm Mauser ou 6,5×55mm Krag.